# Кляшторный, Тодор Тодорович
То́дор То́дорович Кляшто́рный (бел. Тодар Тодаравіч Кляшторны; 11 марта 1903, Поречье, Лепельский уезд, Витебская губерния, Российская империя — 30 октября 1937, внутренняя тюрьма НКВД, Минск, БССР) — белорусский поэт, переводчик.

## Биография
После службы в армии учился на рабфаке в Орше. В 1931 окончил литературно-лингвистическое отделение педагогического факультета Белорусского государственного университета. Работал на радио, в республиканских газетах и журналах.
Кляшторный членом литературных объединений «Маладняк», «Узвышша», БелАПП. Входил в неформальное сообщество «ТАВІЗ» (аббревиатура расшифровывалась как «таварыства аматараў выпіць і закусіць», т. е. «общество любителей выпить и закусить»). В конце 1920 — начале 1930-х гг. комната Т. Кляшторного часто становилась местом тёплых дружеских встреч писателей, «иногда с бутылкой лошицкого вина из крыжовника и антоновки». Как отмечал М. Лужанин, в гонорарные дни поэт инициировал дружеские застолья «на закрытом от любопытных глаз балкончике ресторана „Европа“». В последний раз свою родную деревню Поречье Т. Кляшторный посетил летом 1936 г.
Арестован 3 ноября 1936 в Минске по адресу: ул. Фабричная, д. 10/4, кв. 7. Приговорён внесудебным органом НКВД 29 октября 1937 в 11:00 как «член антисоветской организации» к высшей мере наказания с конфискацией имущества. Расстрелян в ночь на 30 октября в подвале внутренней тюрьмы НКВД вместе с более чем 50 другими деятелями культуры и науки БССР обвиненных в антисоветской деятельности. Реабилитирован военной коллегией Верховного суда СССР 8 июня 1957.
По воспоминаниям Павла Прудникова, Тодора Кляшторного называли в своё время «белорусским Есениным» по подобию стиля и настроения стихотворений, хотя в творчестве этих двух поэтов имелось и немало отличий.
Был женат на Янине Михайловне Германович (1909—1959), арестованной и осуждённой 28 ноября 1937 особым совещанием при НКВД как «член семьи предателя родины» на 8 лет ИТК. У него было три дочери: Тадиана (от первых слогов имён отца и матери), детская поэтесса, Весналина и Мая, одна из руководителей организации по увековечению памяти жертв сталинских репрессий «Мартиролог Беларуси».

## Творчество
Начал печататься в 1925 в журнале «Аршанскі маладняк». Вышли сборники поэзии «Кляновыя завеі» (1927), «Сьветацені» (1928), «Ветразі» (1929), «Праз шторм — на штурм» (1934).
Тодор Кляшторный — автор интимных, пейзажных, философско-медитативных стихотворений, стихотворений-обращений, стихотворений-посланий («Ліст да дзяўчыны», «Ліст у Сыбір»), стихотворений, близких к народному творчеству («Бачу і чую — чую і бачу», «Ой, ты дзеўчына», «Там за гарамі не воўкі завылі», «На Ўсходзе Дальнім, на палях Кітая»), произведений публицистической направленности («Лукішкі»), басни («Чужыя дзеці»), пародии («Вольны запіс прамовы аднаго пісьменьніка на пленуме ССП», пародия на К. Крапиву «Дзед і Баба»), эпиграмм ("Нашым крытыкам: «Сяўбовае, сяброўскае»).
Автор поэм «Калі асядае муць» (1927), «У дарозе» (1927, вошла в сборник «Сьветацені»), «Беларусь» (1928), «Палі загаманілі» (1930), «Сьляды дарог» (1932), «Наш кірунак дарог — на Маскву» (1933) і «Радзіма» (1934). По мнению М.Мушинского, это были стихотворения-подступы к жанру поэмы.
Автор рассказов («Праз куламесіцу часу», 1926) и очерков («Нашы межы непарушныя», 1933; «Уся справа ў людзях», 1934 и др.).
Перевёл на белорусский язык пятую часть «Приключений бравого солдата Швейка» Карела Ванека (в соавторстве с З. Остапенко, 1932), роман Ф. Панфёрова «Бруски» (в соавторстве с М. Багуном, ч. 1, 1932), «Пісню Червоної Армії» П. Тычины (1934), «Любимец партии» В. Гусева (1934) и некоторые произведения И. Харика, А. Лахути, А. Кутатели, Н. Асеева, Л. Первомайского, С. Стальского, Р. Альберти, А. Безыменского, М. Голодного. Перевёл поэму В. Маяковского «Во весь голос».
Произведения Т. Кляшторного переводились на литовский, русский и украинский языки. На его стихи И. Иванов и М. Равенский написали песни.

## Память
В 2008 одной из улиц деревни Камень на Лепельщине было присвоено имя Тодора Кляшторного. В сельском Доме культуры также действует библиотека-музей Тодора Кляшторного.

## Оценки
Многие произведения Тодора Кляшторного при его жизни становились объектами нападок со стороны защитников партийно-классового подхода к искусству: критика упрекала автора за несоответствие идеологическим требованиям эпохи, наличие упадочничества, пессимизма, есенинщины, поэтической вольницы, сбродничества и богемного отношения к миру.
Критик Я. Калядный в рецензии на первую книжку Кляшторного писал: «немного особняком стоит Кляшторный. У него часто — шаблонность, штампы, особенно в образах. И содержание у него особенное. Он зашатался и затосковал от этого. Он на распутье».
В 1928 году А. Гародня в рецензии на сборник «Сьветацені» констатировал проникнутость «меланхолическими настроениями» всего творчества поэта, называл «эстетничанье» его характерной чертой, а ключевые образы типа «ружовыя шклянкі», «наліўкі ледзяныя» и др. — «наследием богемщины».